# Église Sainte-Marguerite-Marie du Perreux
L'église Sainte-Marguerite-Marie est une église paroissiale située au 8, rue de la Cascade dans la commune du Perreux-sur-Marne. Elle est édifiée entre 1932 et 1938 par l'architecte André Leconte, Premier Grand Prix de Rome en 1927. 
C'est une église à plan en croix grecque, à nef unique et abside polygonale et à toiture à double pente en ardoise. Un campanile était projeté sur les plans originaux de l'église, mais celui-ci n'a jamais été réalisé. 
Elle est la 43e église construite par l'Œuvre des Chantiers du Cardinal.